# فدراسیون بین‌المللی انجمن‌ها و مؤسسات کتابداری

فدراسیون بین‌المللی انجمن‌ها و مؤسسات کتابداری (به انگلیسی: The International Federation of Library Associations and Institutions، به اختصار IFLA) ارگانی مستقل، غیر دولتی، بین‌المللی، و غیرانتفاعی است. هدف ایفلا ارتقای تفاهم بین‌المللی، همکاری، گفت و شنود، پژوهش و توسعه در همه زمینه‌های کتابداری از جمله کتابشناسی، خدمات اطلاع رسانی، و آموزش کارکنان و ایجاد تشکیلاتی است که از طریق آن بتوان جنبه‌های بین اللملی کتابداری را ارائه کرد. فکر ایجاد سازمانی بین‌المللی در حوزه کتابداری در سال ۱۹۲۶، در همایشی که به مناسبت سالگرد انجمن کتابداران امریکا در آتلانتا و فیلادلفیا برگزار گردید، مطرح شد.

## تاریخچه
اساسنامه ایفلا در نخستین کنگره جهانی کتابداری و کتابشناسی در رم در سال ۱۹۲۹ تهیه شد، در ابتدا ایفلا بیشتر محل دیدار کتابداران مهم اروپایی و آمریکایی بود و تا مدت‌ها نیز به همین شکل ادامه داشت.
در سال ۱۹۳۳ نخستین اجلاس ایفلا در شیکاگو برگزار گردید. در این زمان تعداد اعضا به چهل‌ویک نفر از ۳۱ کشور رسید که در میان آنها کشورهایی از قاره امریکا و اروپا و نیز کشورهایی مانند چین، هند، ژاپن، مکزیک، و فیلیپین حضور داشتند.
مقر اصلی ایفلا، کتابخانه سلطنتی در شهر لاهه‌است. کارکنان آن عبارتند از: دبیر کل، مسئول هماهنگی فعالیت‌های حرفه‌ای، مدیر اجرایی، و پنج نفر کارمند. این افراد مسئولیت وظایف جاری سازمان، ارتباط با سازمان‌های دیگر، هماهنگی میان گروه‌های حرفه‌ای مختلف و واحدهای داخلی ایفلا، انجام امور مربوط به هیأت رئیسه و هیأت تخصصی، و انتشارات را برعهده دارند. هر برنامه اصلی برعهده یکی از کتابخانه‌های ملی جهان است. این کتابخانه‌ها به‌عنوان دفتر مرکزی و بین‌المللی هر یک از برنامه‌ها فعالیت می‌کنند.